# Notes of School Idol Days 〜Curtain Call〜
《Notes of School Idol Days 〜Curtain Call〜》是動畫電影《Love Live! 學園偶像電影》的原聲音樂集，在2015年8月5日由Lantis發售。

## 概要
收錄了《Love Live! 學園偶像電影》中使用的歌曲。
此外，劇中歌收錄的是電影版中的縮短版本，並不是單曲中的完整版。
不同於單曲，這張CD收錄了針對劇院音響改良的版本。
購買附錄為「μ's與你度過的季節。是永遠的光輝 ────」（μ'sとあなたの過ごした季節。永遠の輝き ────）。

## 收錄曲目
- 特別標記外的作詞者：畑亞貴
- 特別標記外的作曲者：藤澤慶昌

1. 模糊的記憶（ほのかな記憶）（M01）
2. 主題曲（メインテーマ）（電影版本）（M02）
3. μ's，朝向海的另一端！（μ's、海の向こうへ！）（M03）
4. 在未知的土地，該做什麼？（見知らぬ土地で、何をする？）（M04）
5. 在旅館做的夢（ホテルで見た夢）（M05）
6. 那麼！出發喵！（さぁ！出発にゃ！）（M06）
7. 享受城市！（街を満喫！）（M07）
8. 這座城市就像秋葉原一樣（この街はアキバに似てる）（M08）
9. Hello，細數繁星（Hello,星を数えて）（電影版本）
  - 作曲・編曲：山口朗彦、歌：星空凛（飯田里穂）・西木野真姫（Pile）・小泉花陽（久保由利香）
10. GoHAN-YA（M09）
11. Honoka! Hurry up!!!!!!!!（M10）
12. As Time Goes By（M11A）
  - 作詞・作曲：Herman Hupfeld、編曲：藤澤慶昌、歌：女性歌手（高山南）
13. 答案很簡單（答えはとても簡単）（M12）
14. 答案很簡單（副歌）（答えはとても簡単（リフレイン））（M12B）
15. Angelic Angel（電影版本）
  - 作曲：森慎太郎、編曲：倉内達矢、歌：μ's
16. 機場裡有好多粉絲…（動搖）（空港にファンがいっぱい…（動揺））（M13）.
17. 街道上有更多粉絲！（困惑）（街にもファンがもっといっぱい！（困惑））（M14）
18. ？←HEARTBEAT（電影版本）
  - 作曲・編曲：本田光史郎、歌：絢瀨繪里（南條愛乃）・東條希（楠田亞衣奈）・矢澤日香（德井青空）
19. NicoNicoNui～☆（にこにこぬぅぃ〜☆）（M15A）
20. 不可能就是不可能！（無理なものは無理！）（M15B）
21. 大家再辦一次Live（みんなでライブをもう一度）（M16）
22. 穗乃果的糾結（穂乃果の葛藤）（M17）
23. 彼此的想法（それぞれの想い）（M18）
24. As Time Goes By（副歌）（M11B）
  - 作詞・作曲：Herman Hupfeld、編曲：藤澤慶昌、歌：女性歌手（高山南）
25. 決斷（決断）（M19）
26. 傳說誕生的瞬間（伝説が生まれた瞬間）（M20）
27. Future style（電影版本）
  - 作曲・編曲：本田光史郎、歌：高坂穂乃果（新田惠海）・南小鳥（内田彩）・園田海未（三森鈴子）
28. 朝向最棒的Live！東奔西走！！（最高のライブへ！東奔西走！！）（M21）
29. 準備開始！（M22）
30. Live當天的早晨（ライブ当日の朝）（M23）
31. 通往舞台的道路（ステージへと続く道）（M24）
32. SUNNY DAY SONG（電影版本）
  - 作曲・編曲：倉内達矢、歌：μ's

單曲版的間奏較電影版長。
33. Days Have Passed By（M25）
34. 我們是合而為一的光芒（僕たちはひとつの光）（電影版本）
  - 作曲：ZAQ、編曲：EFFY、歌：μ's

## 外部連結
- Lantis商品介紹（页面存档备份，存于）